# محمدرحیم اخوت
محمدرحیم اخوت (۱۰ آذر ۱۳۲۴ – ۲۳ بهمن ۱۴۰۰) نویسنده و منتقد معاصر ایرانی بود.

## زندگی‌نامه
اخوت در محله احمدآباد اصفهان به دنیا آمد. وی نوشتن را در نوجوانی آغاز کرد. نخستین نوشته‌های خود را در سال ۱۳۴۶ خورشیدی در مجله فردوسی چاپ کرد.
با وقوع انقلاب ایران (۱۳۵۷)، اخوت که دبیر آموزش و پرورش بود ابتدا از تدریس محروم و سپس بازنشسته شد.
اخوت از جمله نویسندگانی است که خیلی دیر به فکر چاپ کتاب افتاد. از این قرار نخستین کتاب وی با عنوان تعلیق در سال ۱۳۷۸ منتشر شد. موفقیت عمده اخوت مدیون رمان نام‌ها و سایه‌ها است که پس از انتشار به مرحله نهایی تمام جوایز ادبی راه یافت و از آن میان برنده دو جایزه یلدا و مهرگان شد.